# تئودورا وحشی می‌شود
تئودورا وحشی می‌شود (انگلیسی: Theodora Goes Wild) فیلمی در ژانر کمدی رمانتیک به کارگردانی ریچارد بولسلافسکی است که در سال ۱۹۳۶ منتشر شد.

## بازیگران
- آیرین دان
- ملوین داگلاس
- توماس میچل
- هری کولکر
- ماری مک‌لارن
- نانا برایانت
- اسپرینگ باینگتون
- تورستون هال
- الیزابت ریسدون
- فرانک سالی
- هری کولکر
- ماری مک‌لارن
- نانا برایانت
- رابرت گریگ
- اسپرینگ باینگتون